# Mukim di Gadong A
Gadong A è un mukim del Brunei situato nel Distretto di Brunei-Muara con 33.352 abitanti al censimento del 2011.

## Geografia antropica

### Suddivisioni amministrative
Il mukim è suddiviso in 8 villaggi (kapong in malese):
Rimba, Negara Rimba, Tungku, Negara Tungku, Katok, Gadong, Gadong Estate, Pengkalan Gadong.